# Chopped Grill Chicken
「Chopped Grill Chicken」（チョップド・グリル・チキン）は、WANIMAの7作目のシングル。2021年8月18日にunBORDEから発売された。WANIMA3部作の3作目。

## 概要
- 前作『旅立ちの前に』から約4か月振りのリリース[注 1]。
- CDは初回生産限定盤、通常盤の2形態で発売。
- 本作は、自身が2020年9月に発売したミニアルバム『Cheddar Flavor』、2021年4月に発売したシングル『Chilly Chili Sauce』と連なる作品となっており、3部作で1つのライブのセットリストと言うイメージで制作され[5]、ジャケット写真、アーティスト写真も直近2作と見比べると、3部作連動とわかる仕様になっている[4]。この試みには、「日を追うごとに状況が変わる今の世の中で、あえてライブを意識した作品を小分けにリリースすることで、長いスパンで楽しんでいただけるように」と言うメンバーの想いが込められている[4]。
- CDには、表題曲「Chopped Grill Chicken」や自身の全国ツアー『Cheddar Flavor Tour 2021』のみで披露されていた新曲「離れていても」など、全4曲を収録[5]。
- 初回生産限定盤の特典DVDには、2021年6月14日に開催された前述の全国ツアーの東京・Zepp Tokyo公演の中から全7曲を収録[5]。
- WANIMA3部作の3作目としてリリースされ、1作目には2ndミニ・アルバム『Cheddar Flavor』、2作目には6thシングル『Chilly Chili Sauce』がリリースされた。

## 収録曲

### CD
| 全作詞・作曲: KENTA、全編曲: WANIMA。 |                           |       |            |      |
| #                                     | タイトル                  | 作詞  | 作曲・編曲 | 時間 |
| 1.                                    | 「Chopped Grill Chicken」 | KENTA | KENTA      | 1:46 |
| 2.                                    | 「離れていても」          | KENTA | KENTA      | 3:45 |
| 3.                                    | 「Get out」               | KENTA | KENTA      | 3:28 |
| 4.                                    | 「いつかきっと」          | KENTA | KENTA      | 3:38 |
| 合計時間:                             | 合計時間:                 | 12:37 |            |      |

### 特典DVD (初回限定盤)
| #  | タイトル           | 作詞 | 作曲・編曲 |
| -- | ------------------ | ---- | ---------- |
| 1. | 「Call」           |      |            |
| 2. | 「LIFE」           |      |            |
| 3. | 「Cheddar Flavor」 |      |            |
| 4. | 「となりに」       |      |            |
| 5. | 「ネガウコト」     |      |            |
| 6. | 「SHADES」         |      |            |
| 7. | 「最後になるなら」 |      |            |